# Anna Dmoszyńska
Anna Dmoszyńska (ur. w 1942, zm. 21 lutego 2019) – polska specjalistka chorób wewnętrznych, hematologii i transplantologii klinicznej, prof. dr hab.

## Życiorys
Uzyskała stopień doktora habilitowanego, a 17 kwietnia 1992 otrzymała tytuł naukowy profesora w zakresie nauk medycznych. Otrzymała nominację na profesora zwyczajnego w Katedrze i Klinice Hematologii na Wydziale Lekarskim z Oddziałem Anglojęzycznym i Oddziałem Stomatologicznym w Akademii Medycznej im. Feliksa Skubiszewskiego w Lublinie oraz Katedry i Kliniki Hematoonkologii i Transplantacji Szpiku I Wydziału Lekarskiego z Oddziałem Stomatologicznym Uniwersytetu Medycznego w Lublinie.
Pełniła funkcję wiceprzewodniczącego Polskiego Towarzystwa Hematologów i Transfuzjologów.

## Nagrody
- 2012: nagroda Ministra Nauki i Szkolnictwa Wyższego za osiągnięcia naukowe[1]
- nagroda Ministra Zdrowia RP za osiągnięcia w pracy badawczej (trzynastokrotnie)[1]